# Sharon Afek

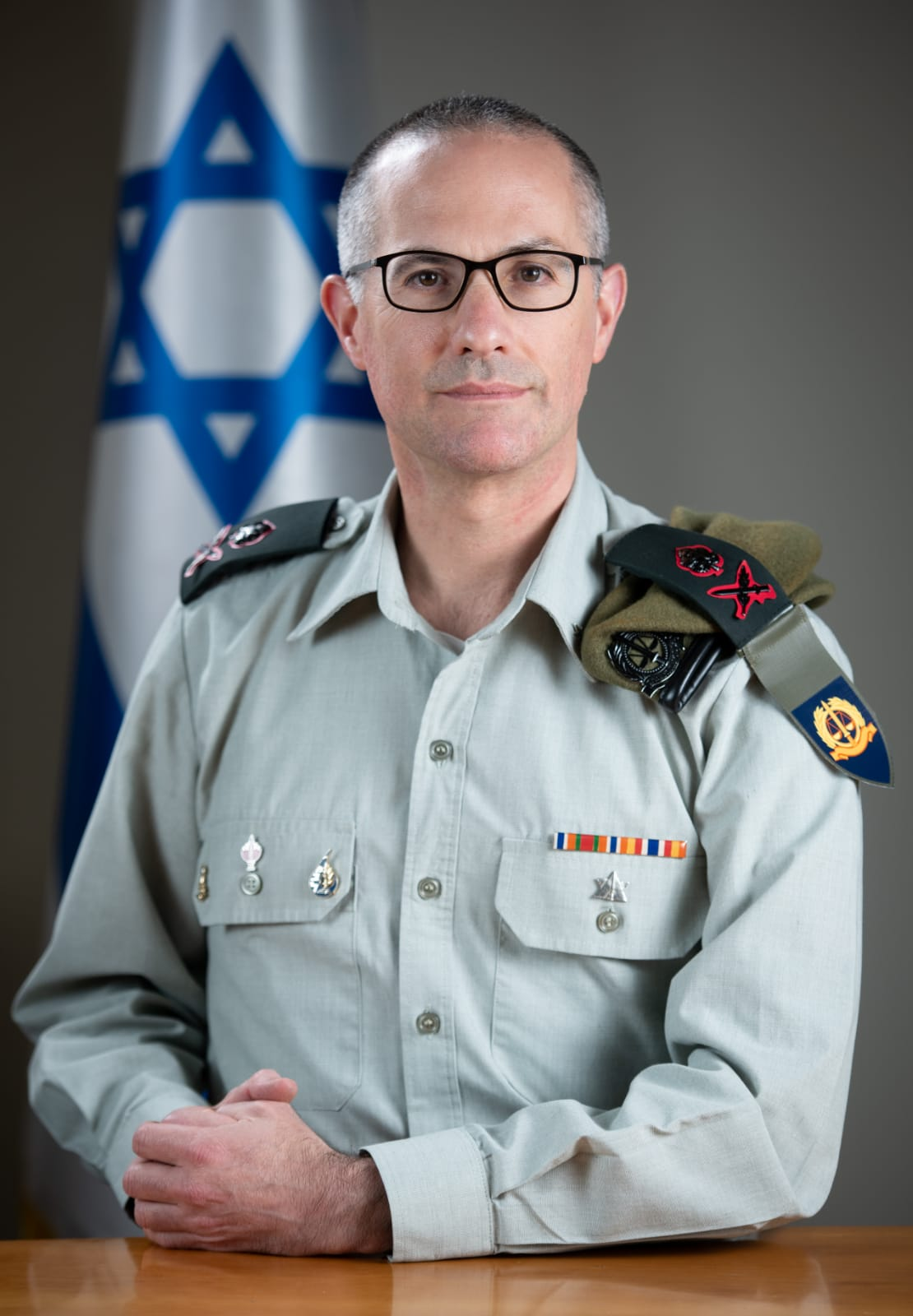
Sharon Afek, 2019

Sharon Afek (hebräisch שרון אפק‎; * 10. August 1970) ist ein israelischer General.

## Leben
An der Universität Tel Aviv studierte Afek Rechtswissenschaften. Nach seinem Studium trat er der  Ha-Praklitut Ha-Tzvaʿit, einer Spezialeinheit der israelischen Verteidigungskräfte, bei. Von 1987 bis 1993 nahm er auf Israelischer Seite an der Ersten Intifada, von 2000 bis 2005 an der Zweiten Intifada, 2006 am Libanonkrieg und 2014 an der Operation Protective Edge teil. Im Oktober 2015 wurde er zum Brigadegeneral ernannt. Im Mai 2018 wurde Afek zum General in Israel befördert. Afek ist der erste offen homosexuelle General in den Israelischen Verteidigungskräften.